# Tri sestry
Tri sestry (Три сестры) è un film del 1964 diretto da Samson Iosifovič Samsonov.